# 東風衛視
東風衛視（Azio TV）是台灣電視頻道，分為台灣台與亞洲台兩個版本。公司全名為東風文化傳播事業股份有限公司，2001年12月10日開播，2005年起，定頻於有線電視37頻道，2012年起由「衛星娛樂傳播股份有限公司」（SEC）所經營，2019年5月底與年代集團分家、改由媒體棧國際行銷經營。該頻道的台標乃紫底加上以草書寫成的白色「東風」二字。现时，该频道为以女性为主要服务对象的电视频道。

## 節目
- 單身行不行[2][3][4][5]
- 挑戰吧！大神

## 合作頻道
| 公司名稱                       | 電視頻道      | 備註                                                              |
| ------------------------------ | ------------- | ----------------------------------------------------------------- |
| 媒體棧國際行銷事業股份有限公司 | 國興衛視      | 有線電視第77頻道 有線電視第78頻道                                 |
| 媒體棧國際行銷事業股份有限公司 | JET綜合台     | 有線電視第83頻道 有線電視第88頻道                                 |
| 媒體棧國際行銷事業股份有限公司 | 東風衛視      | 有線電視第37頻道                                                  |
| 遠富國際股份有限公司           | ETtoday綜合台 | 有線電視凱擘、台灣大寬頻、大新店、屏南89頻道 中華電信MOD第315頻道 |

## 外部連結
- 東風衛視官方網站 （页面存档备份，存于）（繁體中文）
- 東風衛視 - 頻道介紹 （页面存档备份，存于）
- 東風衛視 - 節目資訊 （页面存档备份，存于）
- 東風衛視 - 最新訊息 （页面存档备份，存于）
- 東風衛視 - 節目表 （页面存档备份，存于）
- 東風衛視37頻道的Facebook專頁
- YouTube上的東風衛視頻道
- 媒體棧國際行銷事業股份有限公司 - 台灣公司資料 （页面存档备份，存于）